# Daphnis et Chloé

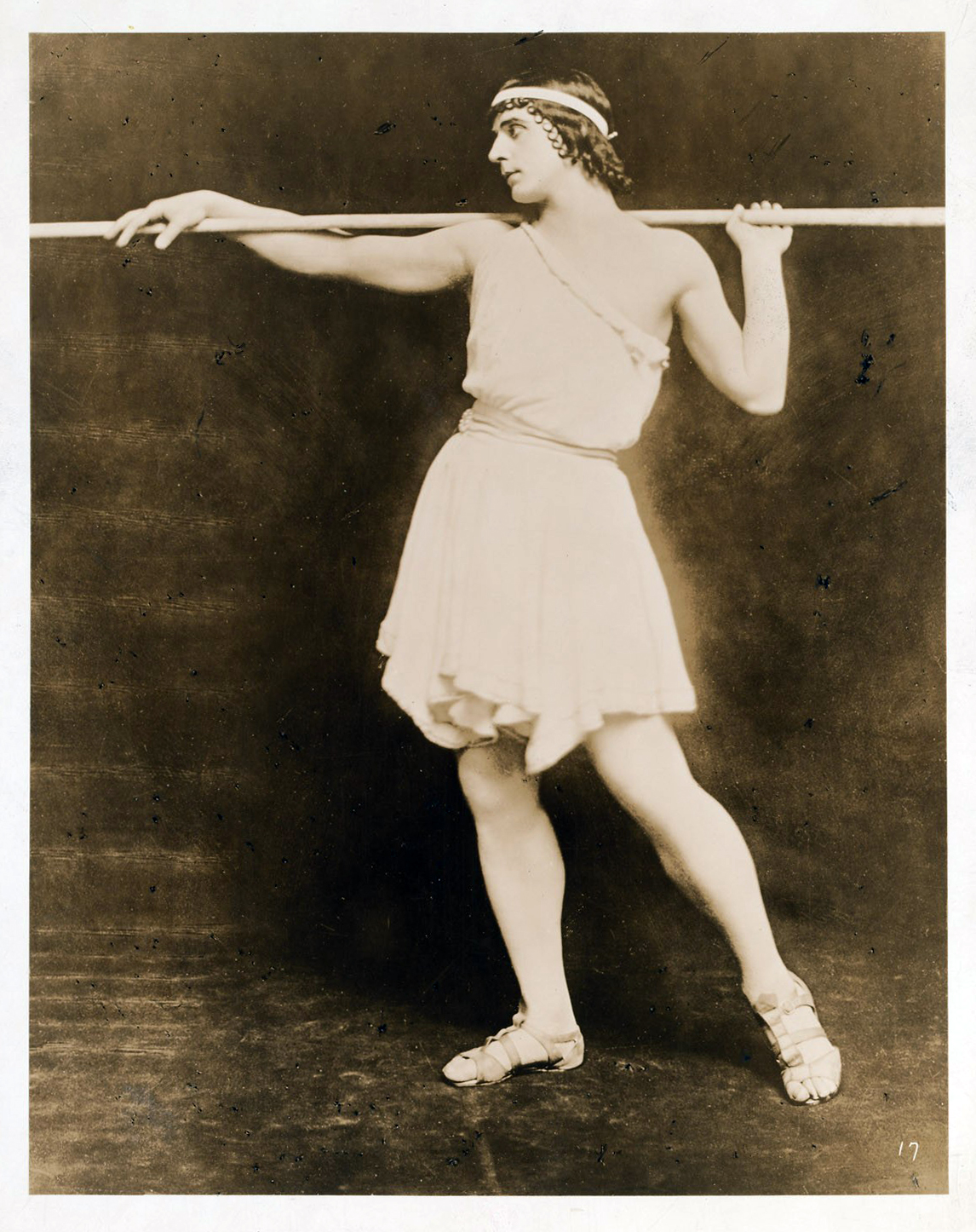
Michel Fokine in kostuum voor Daphnis et Chloé (Ballets Russes, 1910)

Daphnis et Chloé (Russisch: Дафнис и Хлоя, Dafnis i Chloja) is een ballet in één bedrijf van Michel Fokine. Het stuk is gebaseerd op het liefdesverhaal Daphnis en Chloé van Longus, een Griekse schrijver uit de 2e eeuw. De muziek werd voor het ballet gecomponeerd door de Franse componist Maurice Ravel. Russisch kunstenaar Léon Bakst ontwierp de kostuums en decors. De Ballets Russes brachten Daphnis et Chloé in première op 8 juni 1912 in het Théâtre du Châtelet te Parijs. Vaslav Nijinsky en Tamara Karsavina dansten toen in de hoofdrollen.

## Verhaal

### Eerste scène
Een zonnige lentenamiddag op het Griekse eiland Lesbos. Schapen grazen in een weide aan de rand van een heilig bos. Jonge mannen en vrouwen brengen geschenken naar een standbeeld van drie nimfen in een uitgehouwen nis. De groep buigt bij de nis en de vrouwen versieren het voetstuk met guirlandes. Ook Daphnis en Chloé komen bij de nis van de nimfen. De vrouwen gaan verleidelijk rond Daphnis dansen. Chloé is jaloers, maar wordt zelf in de dans meegenomen. Dorcon, een koeherder, benadert haar nogal sterk. Daphnis is op zijn beurt aangedaan.
Op het einde van de dans probeert Dorcon Chloé te kussen. Ze biedt hem in onschuld haar kaak aan, maar met een bruuske beweging duwt Daphnis de koeherder aan de kant. Hij benadert Chloé met zijn eigen affectie. De andere vrouwen komen nu tussen. Ze plaatsen zich tussen de twee in en stellen een danswedstrijd tussen Daphnis en Dorcon voor. De winnaar krijgt een kus van Chloé. Dorcon danst echter onhandig en de groep imiteert spottend zijn bewegingen. Daphnis ontvangt zijn beloning. Dorcon wil ook een kus, maar de groep jaagt hem weg.
Daphnis en Chloé zijn nu in innige omhelzing. Wanneer de groep vertrekt, gaat Chloé mee. Daphnis blijft roerloos en in extase achter. Hij gaat in het gras liggen. Even later komt Lyceion voorbij. Ze merkt de jonge herder op, komt dichterbij en plaats haar handen over zijn ogen. Daphnis denkt dat het Chloé is. Wanneer hij Lyceion herkent, trekt hij zich weg. Schijnbaar zonder opzet laat Lyceion een sluier van haar schouder vallen. Daphnis raapt de sluier op en plaats die terug. Lyceion gaat aan het dansen; eerst langzaam en dan steeds meer levendig. Opnieuw valt een sluier op de grond en opnieuw raapt Daphnis deze op. Plagend en spottend loopt Lyceion weg. Ze laat Daphnis verward achter.
Geweld en kreten worden hoorbaar. Er komen vrouwen aangerend, achtervolgd door piraten. Daphnis denkt dat Chloé in gevaar kan zijn. Hij rent weg om haar te zoeken. Dan komt Chloé in paniek aangerend, op zoek naar veiligheid. Ze gaat schuilen in de nis van de nimfen. Een groep rovers vindt Chloé. De woestelingen vangen de vrouw en dragen haar weg. Wanneer Daphnis weerkeert, vindt hij Chloés sandaal. Hij vervloekt de godheden in de nis en valt van uitputting neer.
De nacht valt. Een onnatuurlijk licht schijnt over het landschap en de nimfen komen tot leven. Na een trage, mysterieuze dans drogen ze Daphnis' tranen. De drie roepen de god Pan aan, wiens silhouet zichtbaar wordt. Daphnis gaat daarop over tot een smeekbede.

### Tweede scène
Een piratenkamp langs de ruwe kust. Zeerovers zijn hun buit aan het uitladen bij het licht van toortsen. Het hoofd van de rover, Bryaxis, laat de gevangen Chloé naar voren brengen. Hij beveelt Chloé te dansen. Haar dans doet dienst als smeekbede. Ze probeert ook herhaaldelijk te vluchten, maar botst op geweld. Bryaxis grijpt haar beet en draagt haar in triomf weg. Plots verandert de sfeer. Overal verschijnen kleine vlammetjes, als aangestoken door onzichtbare handen. Satyrs komen aangekropen en -gesprongen. De aarde opent zich en de schaduw van Pan valt op de heuvels. De zeerovers vluchten in paniek weg.

### Derde scène
Ochtend. Daphnis ligt nog steeds bewusteloos bij de nis van nimfen. Een groep herders is op zoek naar Daphnis en Chloé. Ze vinden Daphnis en wekken hem. Dan komt Chloé op, omringd door schapenhoedsters. Daphnis en Chloé gooien zich in elkaars armen. Ze brengen een mimespel over de liefde tussen Pan en Syrinx. Daphnis/Pan verklaart zijn liefde aan Chloé/Syrinx. De nimf wijst hem af, maar de god dringt aan. Chloé/Syrinx verdwijnt in het riet. Daphnis/Pan maakt een rietfluit speelt een deuntje. Daphnis/Chloé verschijnt weer en brengt een dans. Ze danst wilder en wilder en valt in Daphnis' armen. De twee omhelzen elkaar teder en zweert Daphnis zijn trouw. Jongelingen komen op en het ballet eindigt met een bacchanaal.

## Choreografie
Michel Fokine zorgde voor de originele choreografie van Daphnis et Chloé. Hij gebruikte in de dans details van lichaamshoudingen uit de oud-Griekse beeldhouwkunst. De afwijking van klassieke dans vertoont ook gelijkenissen met het werk van de Amerikaanse danseres Isadora Duncan. Het was de bedoeling om een ballet te maken met een 'antieke' sfeer. Toch doen de scènes vooral pastoraal aan. Frederick Ashton voorzag in 1951 een nieuwe choreografie voor een productie door het Sadler's Wells Ballet. Hij keek voor zijn passen naar hedendaagse Griekse volksdans, eerder dan poses uit de klassieke oudheid.
Opvallend in beide choreografieën is de dans van Chloé in de tweede scène. De ballerina maakt geen gebruik van haar 'gebonden' handen, een effectieve manier om haar hulpeloosheid en het gebrek aan vrijheid uit te drukken. Zonder het gebruik van de handen moet de ballerina ook steunen op natuurlijke emotionele expressie in plaats van conventionele mime. Ashton laat Chloé bovendien veel inwaartse en neerwaartse bewegingen maken. Deze 'donkere' choreografie contrasteert hij met de vrolijke scènes, gedomineerd door uitwaartse en opwaartse bewegingen.

## Muziek
Maurice Ravel componeerde de muziek van Daphnis et Chloé speciaal voor het ballet. Hij schreef de partituur in opdracht van Sergej Diaghilev, directeur van de Ballets Russes. Ravel begon aan de compositie in 1909 en werkte er maar liefst drie jaar aan. Het is een werk voor groot orkest. Ravel voegde ook een woordloos koor toe. Diaghilev schrapte dit koor voor een Londense productie in 1914, tot woede van de componist. Bij de première in 1912 werd het orkest gedirigeerd door Pierre Monteux.
Vier leidmotieven geven muzikale eenheid aan de score. De weelderige harmonieën in Daphnis et Chloé zijn typisch voor de impressionistische beweging in klassieke muziek. Met een duur van bijna een uur is dit Ravels langste werk. Het wordt ook als een van zijn beste composities gezien. Uit de balletmuziek heeft Ravel later twee orkestsuites samengesteld. Deze worden vaker live uitgevoerd dan het volledige ballet.

## Kostuums en decor
Russisch kunstenaar Léon Bakst ontwierp de kostuums en sets voor de originele productie. Couturier Jeanne Paquin vroeg aan Bakst om zijn kostuums om te zetten in modeschetsen. In 1951 ontwierp John Craxton nieuwe outfits en decorstukken voor een productie van het Sadler's Wells Ballet. Craxton reisde vanaf 1946 regelmatig naar Griekenland, aan land waar hij een passie voor had. Hij plaatst Daphnis et Chloé in een landschap met blauw-grijze, zilveren en geel-bruine heuvels en olijfbomen. Zijn roverskamp ligt onder zwarte kliffen. Voor de laatste scène gebruikt hij vegetatie tegen een lege hemel. Craxtons herdervolk draagt ordinaire broeken, shirts en zomerjurken. Zijn piraten gaan in zwart en rood gekleed.

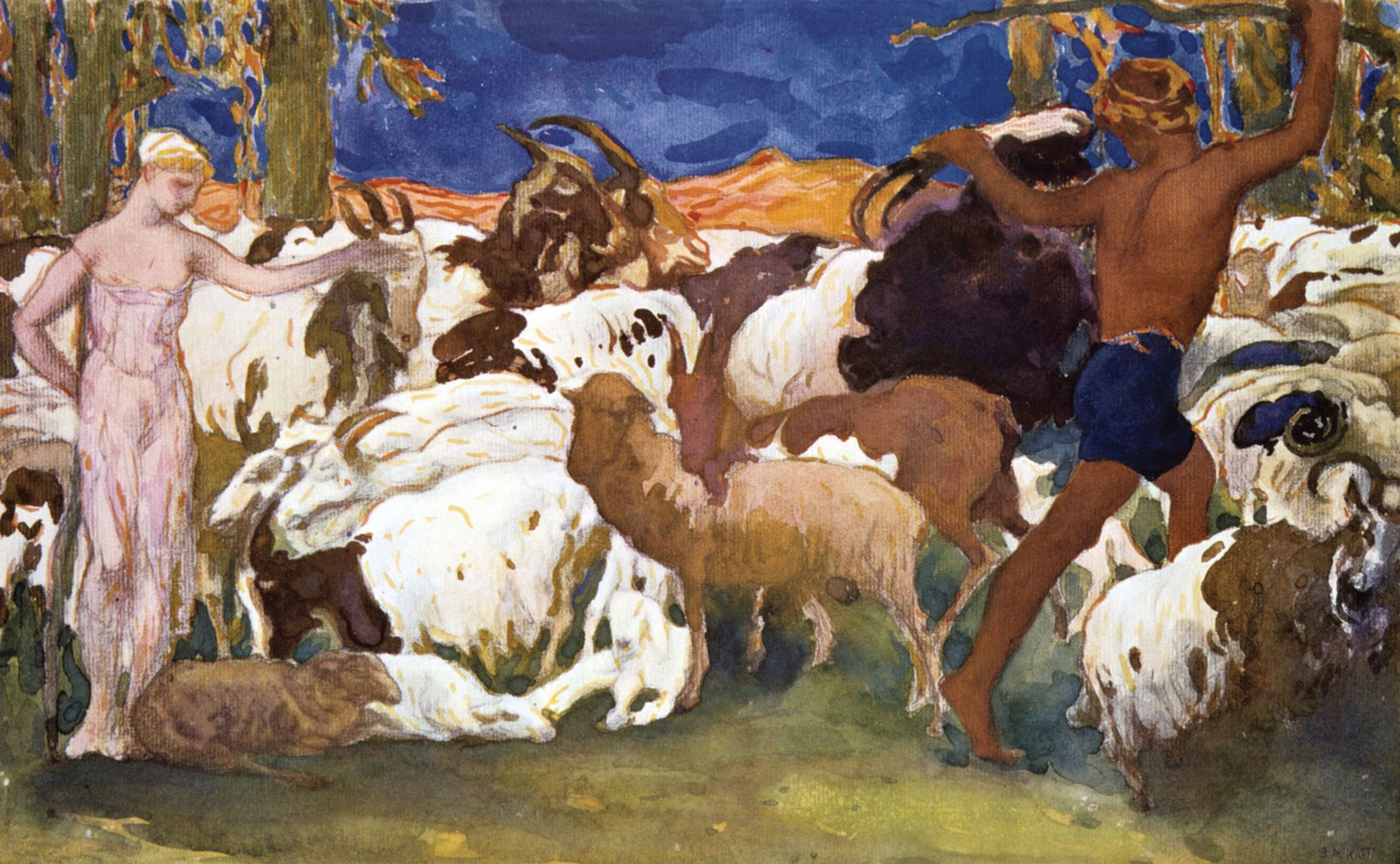
Chloé en Daphnis bij de schapen (Bakst, 1912)
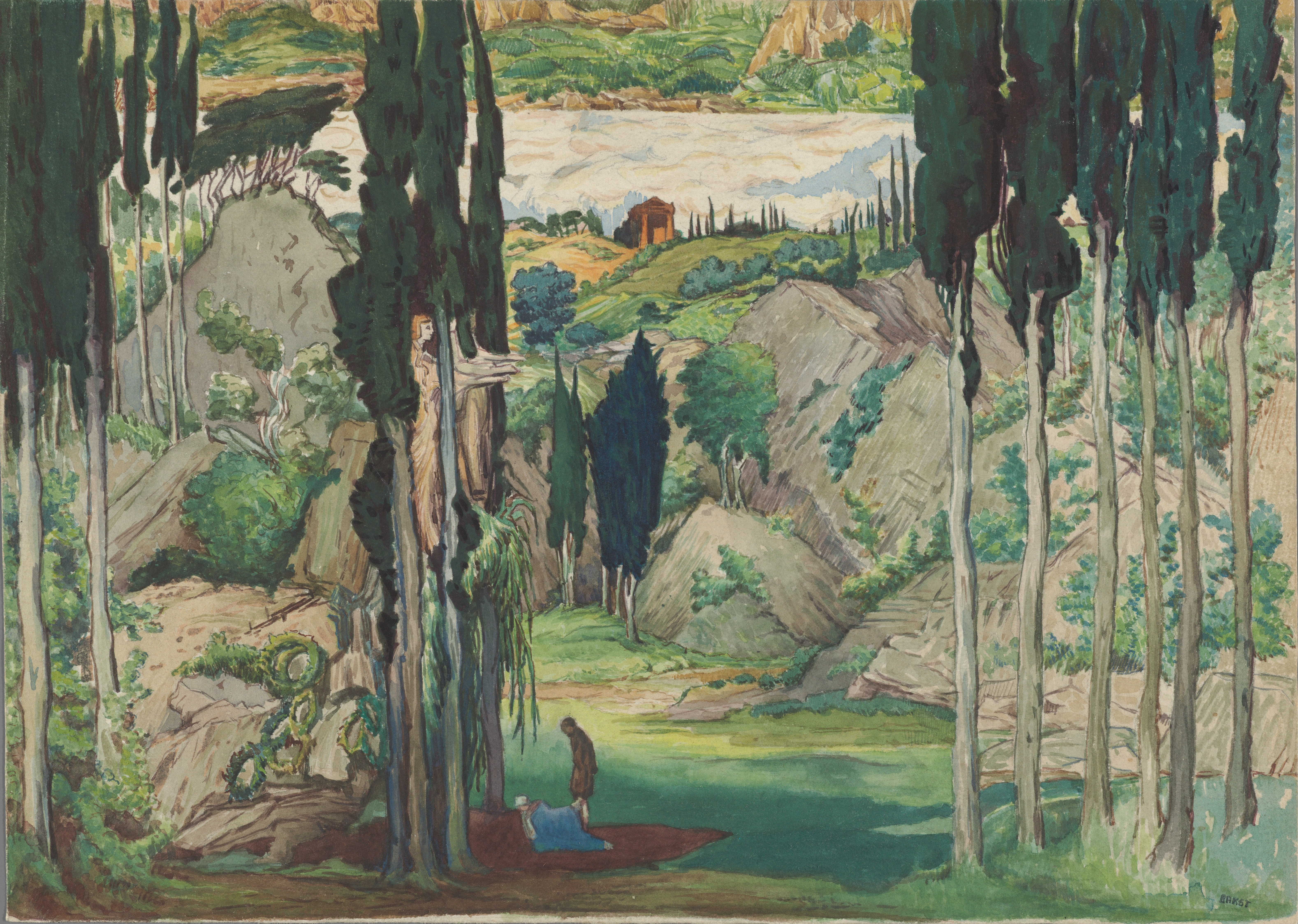
De rand van bos en weiland, Ie scène (Bakst, 1912)
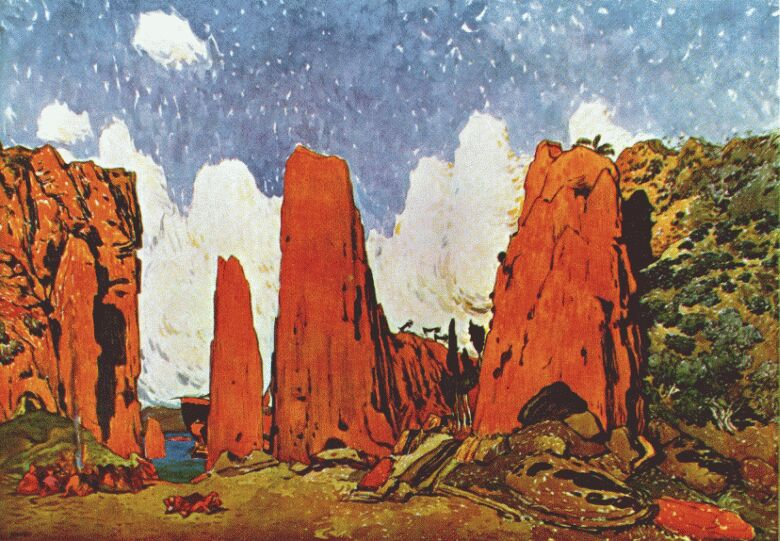
Het zeeroverskamp, IIe scène (Bakst, 1912)

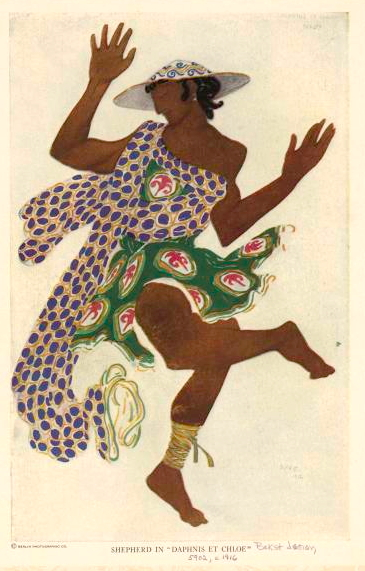
Een jonge herder (Bakst, 1912)
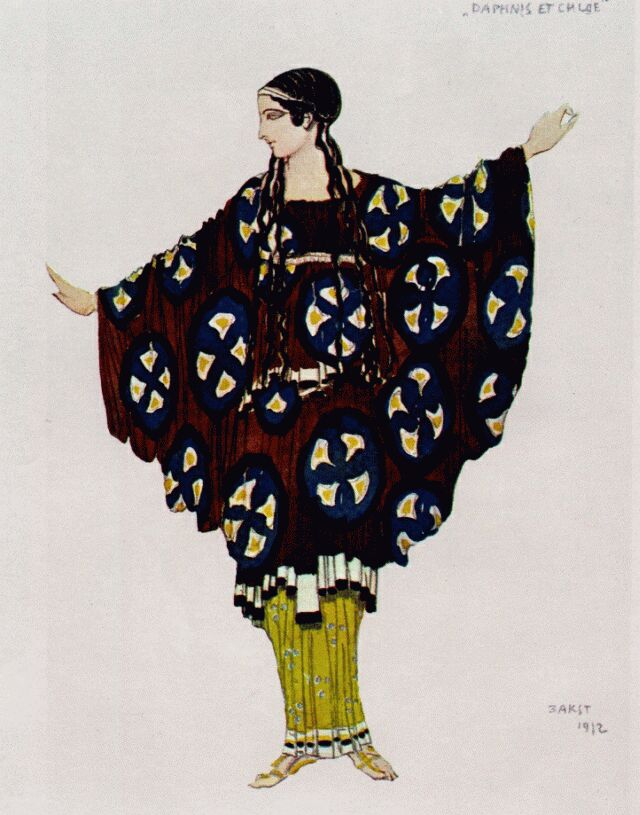
Een schapenhoedster (Bakst, 1912)
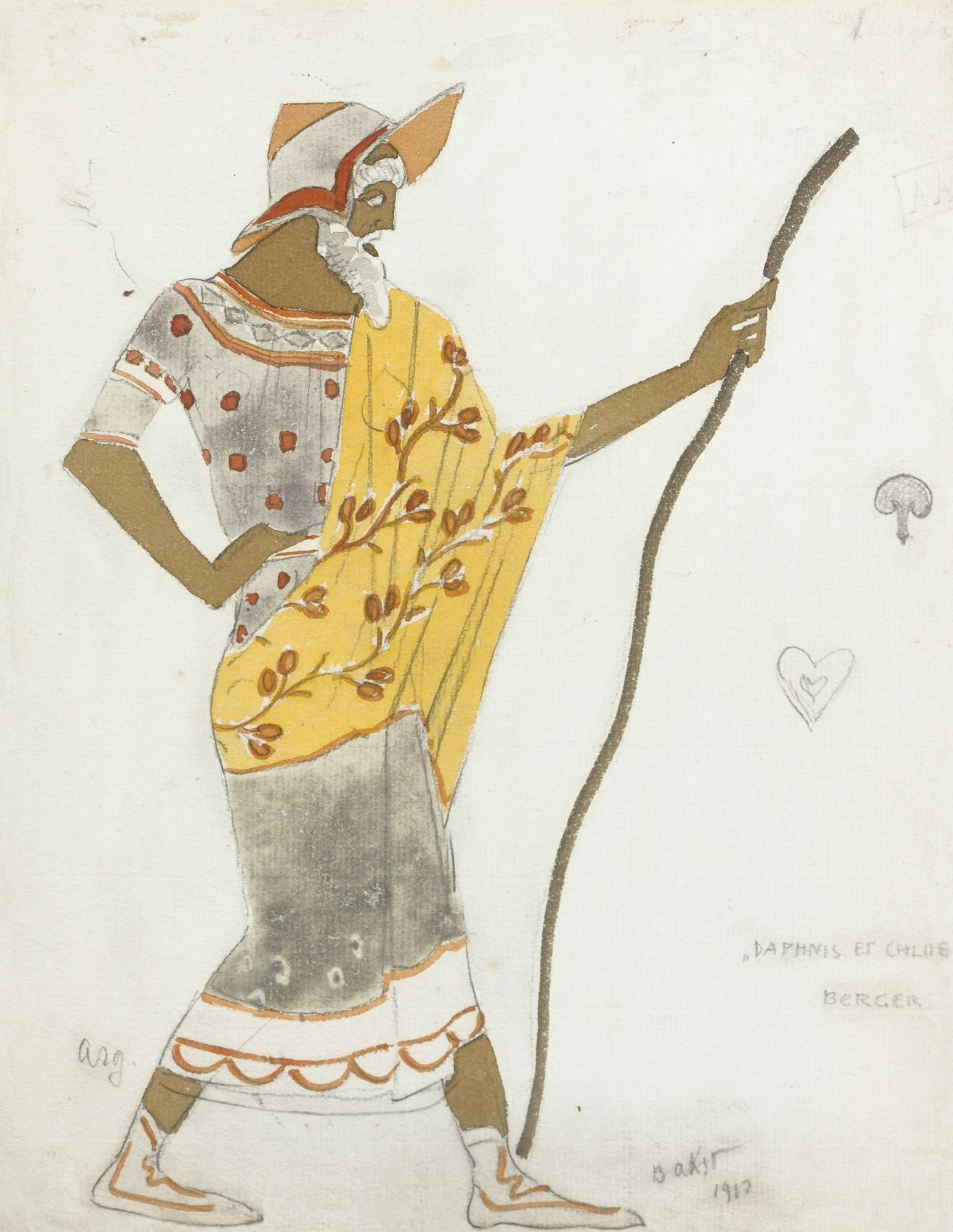
Een oude herder (Bakst, 1912)
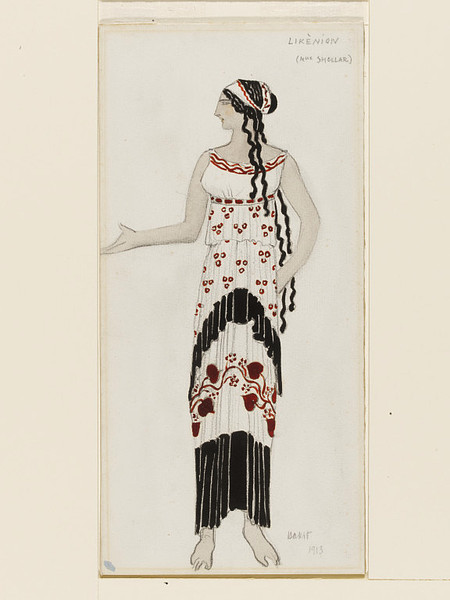
De verleidster Lyceion (Bakst, 1912)

## Producties
De Ballets Russes brachten Daphnis et Chloé in première op 8 juni 1912 in het Théâtre du Châtelet, te Parijs. Vaslav Nijinsky en Tamara Karsavina dansten toen in de hoofdrollen. De Londense première vond plaats in 1914. In 1951 bracht het Sadler's Wells Ballet een eigen versie van het stuk. Frederick Ashton was verantwoordelijk voor de choreografie en John Craxton verzorgde de vormgeving. Ballerina Margot Fonteyn danste voor het Sadler's Wells als Chloé.